# Suore di Santa Marta (Prince Edward Island)
Le Suore di Santa Marta, di Prince Edward Island (in inglese Sisters of St. Martha; sigla C.S.M.), sono un istituto religioso femminile di diritto pontificio.

## Storia
La congregazione fu fondata il 17 luglio 1916 da Henry Joseph O'Leary, vescovo di Charlottetown, per il servizio domestico nel St. Dunstan College, già assicurato dalle piccole suore della Sacra Famiglia di Sherbrooke. La formazione delle prime religiose fu affidata alle suore di Santa Marta di Antigonish.
Nel 1918 le suore furono incaricate del servizio domestico nel palazzo vescovile e nel 1925, a causa del ritiro delle suore grigie di Québec, assunsero la direzione dell'ospedale e dell'orfanorofio di Charlottetown.
L'istituto ricevette il pontificio decreto di lode l'11 febbraio 1960.

## Attività e diffusione
Le suore si dedicano all'educazione della gioventù, alla cura di malati e anziani e al servizio domestico in vescovadi, parrocchie, seminari e collegi ecclesiastici.
Oltre che in Canada, sono presenti negli Stati Uniti d'America; la sede generalizia è a Charlottetown.
Alla fine del 2015 l'istituto contava 49 religiose in 3 case.